# Arcobacter butzleri
Arcobacter butzleri  è una specie di batterio gram-negativo molto simile alle specie appartenenti al genere Campylobacter. Le sue caratteristiche cliniche e microbiologiche lo rendono molto simile alla specie Campylobacter jejuni, un patogeno alimentare.
È stato descritto per la prima volta nel 1991 da Kiehlbauch et al., per poi essere ri-descritto nel 1992 da Vandamme et al.
La sua presenza nell'organismo è associata all'apparizione di diarrea persistente e dolori addominali.